# Drahelčice
Drahelčice (en allemand : Drahelschitz) est une commune du district de Prague-Ouest, dans la région de Bohême-Centrale, en République tchèque. Sa population s'élevait à 1 142 habitants en 2020.

## Géographie
Drahelčice se trouve à 18 km à l'ouest-sud-ouest du centre de Prague.
La commune est limitée par Úhonice au nord, par Rudná à l'est et au sud, par Chrustenice au sud-ouest, et par Nenačovice à l'ouest.

## Histoire
La première mention écrite de la localité date de 1115.